# Мессьє 102
Мессьє́ 102 — об'єкт з каталогу Мессьє, що не має однозначної інтерпретації. Був описаний П'єром Мешеном у 1781 році, вперше з'явився у другому виданні каталогу. Надалі існування цього об'єкта не підтверджено, і пункт 102 каталогу вважається «порожнім» (помилковим).
Існують дві основні версії виникнення цієї помилки:
- Сам Мешен вважав об'єкт M102 повторним спостереженням відкритої ним же незадовго до цього туманності M101[1].

- У наш час[коли?] вважається найімовірнішим, що Мешен спостерігав галактику NGC 5866, однак через помилково марковану астрономічну карту допустив помилку в 5 ° при визначенні прямого піднесення[2].

## Історія питання

Галактика М101. Сучасний знімок з телескопа «Хаббл»

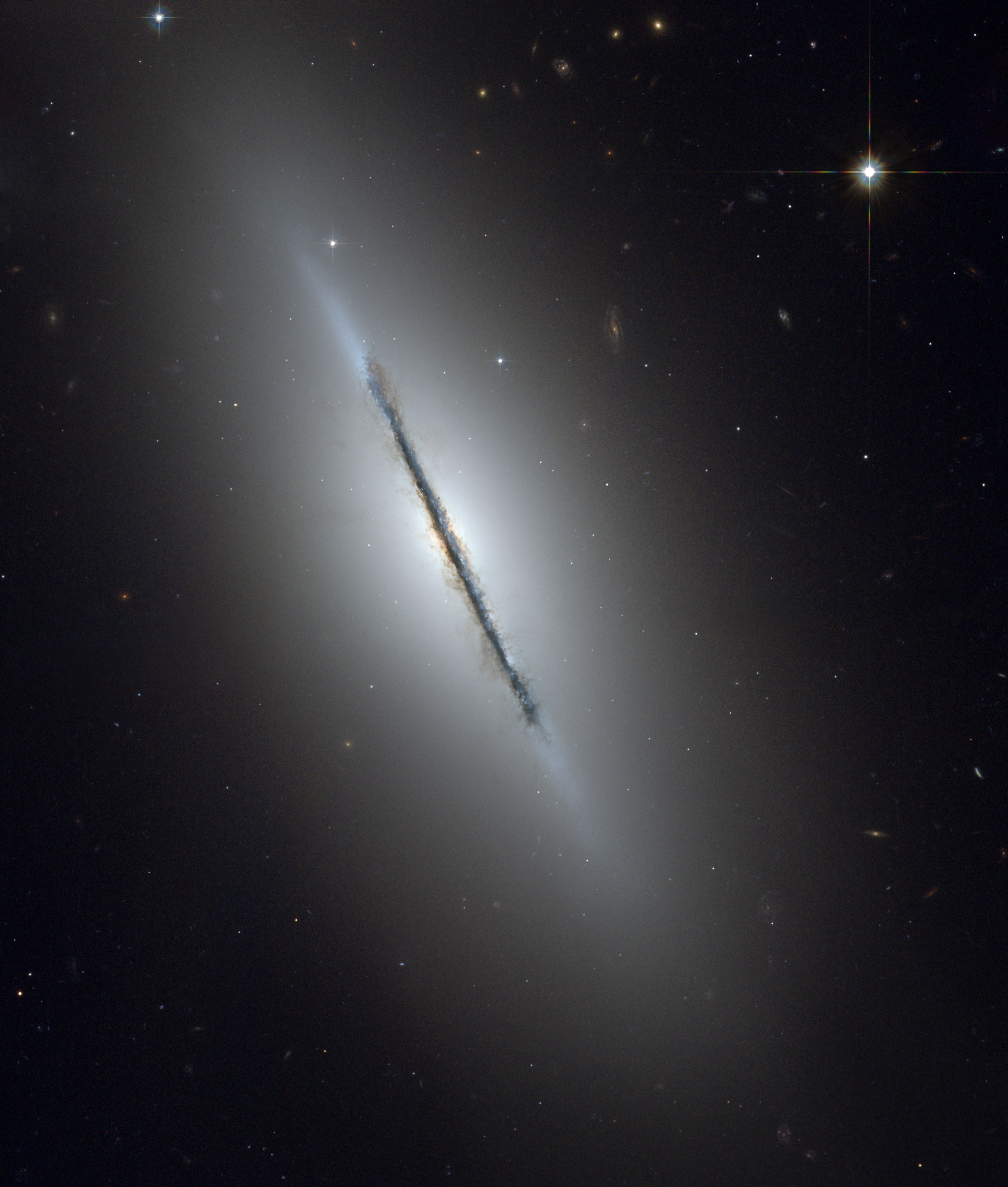
Галактика NGC 5866.Сучасний знімок з телескопа «Хаббл»

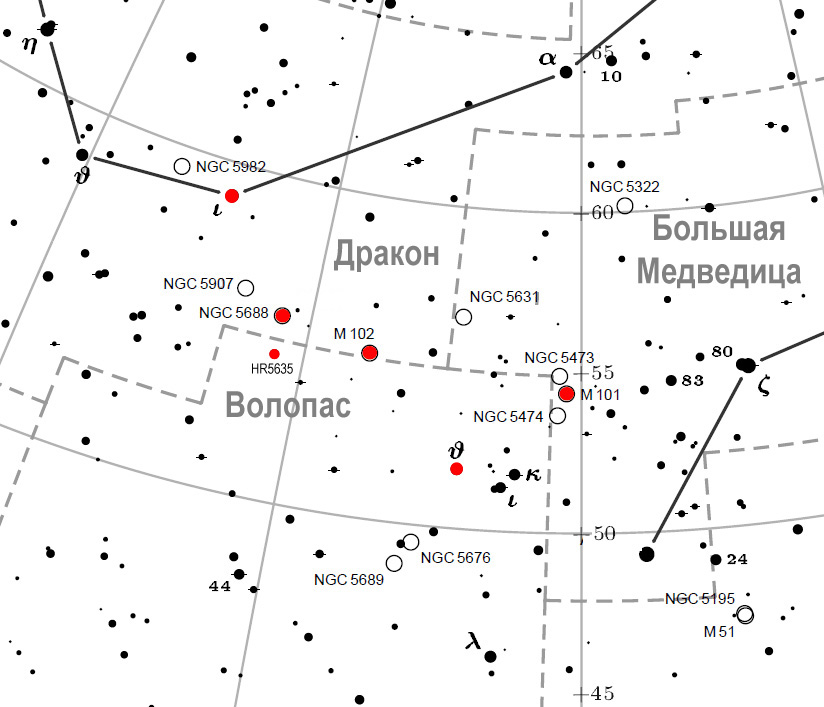
Околиця зірочок θ Волопаса і ι Дракона, де Мешен спостерігав об'єкт, позначений ним як M102

Оптичні прилади кінця XVIII століття не давали можливість виявити подробиці зоряної структури галактик, а відсутність фотокамер, які стали широко застосовуватися тільки в XIX столітті, не дозволяло однозначно зафіксувати об'єкт спостережень. Галактики виглядали в телескопах як слабкі безструктурні туманні об'єкти, які важко відрізняються одне від одного. Все це, а також украй грубі засоби для визначення координат небесних об'єктів приводили до великої кількості помилок в астрономічних каталогах.
На загальному тлі астрономічних каталогів того часу каталог Мессьє вирізнявся винятковою точністю. З більш ніж ста об'єктів тільки один (M102) внесений туди помилково та ще три (M47, M48 та M91) мали суттєві помилки при визначенні координат.
Історія появи об'єкта M102 почалася навесні 1781 року, коли Мессьє і його співробітник Мешен почали роботу з виявлення небесних об'єктів, що не увійшли до першого видання каталогу. До 13 квітня 1781 року були звірені координати 100 туманностей і зоряних скупчень. У цей же день Мессьє заніс до каталогу ще три об'єкти під номерами 101, 102 і 103, незадовго до цього відкриті Мешеном. Оскільки підходив до кінця встановлений видавцем термін подання рукопису (каталог публікувався у французькому щорічнику «Connoissance des temps»), координати останніх двох об'єктів не були ретельно перевірені. Тому в друкованому виданні об'єкти M102 і M103 супроводжувалися лише коротким описом без вказівки координат.
Опис об'єкта M102 виглядало так:

Дуже слабка туманність між ο Волопаса і ι Дракона, рядом знаходиться зірка 6-ї величини.

Nebula between the stars Omicron Bootis and Iota Draconis: it is very faint, near it is a star of 6th magnitude.

Попри те, що для об'єкта M103 координати також не були вказані, а координати M101 були подані з помилкою в 3 °, проблем з ідентифікацією цих об'єктів не виникло. Ідентифікувати самий об'єкт M102 в подальших спостереженнях не вдалося.
Через два роки після публікації каталогу Мешен оголосив, що відкриття M102 було помилкою, повторним спостереженням галактики M101 в результаті неточного визначення її координат. 6 травня 1783 він написав про це в листі Бернуллі, яке було потім двічі опубліковано — в невеликій статті французькою мовою в малотиражному виданні «Мемуари Берлінської академії» у 1783 році

і великим тиражем у німецькому перекладі в Астрономічному щорічнику 1786
 Проте ні в щорічнику «Connoissance des temps», де був опублікований каталог (з 1785 по 1792 Мессьє був його головним редактором), ні у виданнях Паризької Академії Наук спростування не було дано, тому факт помилки не був широко відомий.
Тривалий час ця інтерпретація подій не піддавалася сумніву, проте в наш час[коли?] ототожнення спостереження M102 з M101 не вважається явним зважаючи на значні відмінності в їх описах.
Ось як описується в каталозі Мессьє галактика M101:

27 березня 1781 № 101. 13h 43m 28s, +55 ° 24 '25 ". Туманність без зірок, дуже розмита і досить велика, від 6' до 7' в діаметрі, між лівою рукою Волопаса і хвостом Великої Ведмедиці. Погано помітна при включеній координатній сітці.
March 27, 1781. 101. 13h 43m 28s, +55 deg 24 '25 ". Diam. 7'. Nebula without stars, very obscure and pretty large, between 6 'and 7' in diameter, between the left hand of Bootes and the tail of Ursa Major. Difficult to distinguish when graticule lit.

У 1844 році Вільям Сміт (William Smyth) припустив, що об'єктом M102 могла бути одна з галактик групи NGC 5866, розташованої в 3 ° до південно-захід від ι Дракона. Група містить галактику NGC 5866 з яскравістю 9.9 m (найімовірніший кандидат на роль M102), а також кілька інших галактик порівнянної яскравості: NGC 5907 (10.4 m), NGC 5879 (11.6 m), NGC 5905 (11.7 m), NGC 5908 (11.8 m) і ін Приблизно в 1 ° від NGC 5866 знаходиться зірка HR 5635 яскравістю 5.25 m, що приблизно відповідає зірку 6-ї величини у описі Мішана. У найближчій околиці M101 такий зірки немає.
Галактика NGC 5866 вперше була ототожнена з M102 в 1917 році Фламмаріон, який вивчив екземпляр каталогу з позначками Мессьє і його особисті записи.

Як ще один аргумент на користь такого ототожнення слід вважати координати передбачуваного об'єкта M102 і галактики NGC 5866, наведені в таблиці.
| Об'єкт   | Епоха  | Координати       | Примітки                                                  |
| -------- | ------ | ---------------- | --------------------------------------------------------- |
| M102     | 1781.0 | 14h40 +56 °      | Вказані в позначках примірнику каталогу що належав Мессьє |
| M102     | 2000.0 | 14h46.5 +55.1 °  | Перерахування координат в епоху 2000.0                    |
| NGC 5866 | 2000.0 | 15h06.5, +55.7 ° | Сучасні координати                                        |

Як випливає з таблиці, різниця між передбачуваними координатами M102 і реальними координатами NGC 5866 складають точно 5 ° (20 хвилин) по прямому сходженню при практичному збігу відмін. Оскільки Мешен користувався астрономічними картами з кроком координатної сітки 5 °, можливо мала місце помилка при зчитуванні координати або помилкова маркування координатної сітки на карті. Аналогічна помилка в 5 ° була зроблена, наприклад, для відміни об'єкта M48.